# San Luis (Batangas)
San Luis ist eine philippinische Stadtgemeinde in der Provinz Batangas. Sie hat 33.149 Einwohner (Zensus 1. August 2015). Die Gemeinde liegt an der Küste der Balayan-Bucht.

## Baranggays
San Luis ist administrativ in 26 Baranggays unterteilt:
| - Abiacao - Bagong Tubig - Balagtasin - Balite - Banoyo - Boboy - Bonliw - Calumpang - Calumpang East - Dulangan - Durungao - Locloc - Luya | - Mahabang Parang - Manggahan - Muzon - San Antonio - San Isidro - San Jose - San Martin - Santa Monica - Taliba - Talon - Tejero - Tungal - Poblacion |